# Jack in the Box (restaurant)
Pour les articles homonymes, voir Jack in the Box.
Jack in the Box (NASDAQ : JACK) est une chaîne de restauration rapide fondée en 1951, et opérant sur 2 100 emplacements aux États-Unis. Elle est implantée dans 21 États, principalement à l'ouest du pays.
La plupart des franchises fonctionnent de manière indépendante, mais certaines sont rattachées à une station-service ou à un centre commercial.

## Histoire
En décembre 2021, Jack in the Box annonce l'acquisition de Del Taco Restaurants pour 455 millions de dollars.

## Principaux actionnaires
Au 23 mars 2020:
| Capital Growth Management   | 11,2% |
| The Vanguard Group          | 10,9% |
| Blue Harbour Group          | 7,09% |
| Fisher Asset Management     | 6,11% |
| Millennium Management       | 5,96% |
| Calamos Advisors            | 5,56% |
| Aster Investment Management | 5,35% |
| Wells Fargo Bank Minnesota, | 4,73% |
| Skyline Asset Management    | 4,73% |
| Pequot Capital Management   | 4,60% |